# Бурштейн Арон Йосипович
Аро́н Йо́сипович Бурште́йн (25.11.(07.12.)1890, с. Мокра Калигірка, Звенигородського повіту, Київської губернії, нині смт. Катеринопільського р-ну Черкаської обл. – 1965, Одеса) – лікар-гігієніст, доктор медичних наук, професор.

## Життєпис
А. Й. Бурштейн народився у сім’ї міщанина Аврум-Іось Янкелевича Бурштейна.
На початку ХХ століття разом з родиною переїхав до Одеси, де у 1908 р. вступив до 6 класу приватної чоловічої гімназії М. М. Іглицького, яку закінчив у 1911 р. В гімназії вивчав латинську, французьку та німецьку мови. У 1911 р. вступив на математичне відділення фізико-математичного факультету Новоросійського університету, а навесні 1912 р. перейшов на медичний факультет цього університету. Закінчив медичний факультет Новоросійського університету А. Й. Бурштейн у 1916 р. зауряд-лікарем 1 розряду. Цього ж року був мобілізований до армії, де до 1919 р. проходив службу ординатором терапевтичних та інфекційних шпиталів. Згодом працював лікарем в Одеському міському відділі охорони здоров’я.
У 1920-х роках був завідувачем хіміко-гігієнічним відділом Одеського інституту  патології та гігієни праці. Упродовж 1923–1930 рр. – асистент кафедри загальної гігієни Одеського медичного інституту. Протягом 1930-1933 рр. перебував на посаді доцента, з 1933 р. – завідувача кафедри гігієни харчування Одеського медичного інституту. У 1930-х рр. за сумісництвом завідував кафедрою гігієни медико-аналітичного інституту в Одесі. Упродовж 1938–1941 рр. – завідувач кафедри загальної гігієни Вінницького державного медичного інституту. З початком Другої світової війни (1941) працював начальником лабораторії у військовому шпиталі в Кисловодську. У 1942–1945 рр. перебував на посаді завідувача кафедри фармакології Зооветеринарного інституту в Алма-Аті (Казахська РСР). Після реевакуації упродовж 1944–1962 рр. продовжив роботу на посаді завідувача кафедри гігієни харчування Одеського медичного інституту, одночасно протягом 1945-1948 рр. працював завідувачем кафедри гігієни Одеського фармацевтичного інституту.
У 1933 р. затверджений в вченому званні доцента, у 1935 р. отримав вчений ступінь доктора медичних наук без захисту дисертації, у 1947 р. затверджений у вченому званні професора.
Автор понад 50 наукових праць і 6 винаходів, в основному присвячених проблемам санітарно-гігієнічних досліджень: цинкова інтоксикація, запиленість повітря, методи дослідження аерозолів, харчових продуктів, визначення нікотину у повітрі та ін. Його перу належить дві 2 монографії: «Методы исследовання аэрозолей» (1934) та «Методи исследования запыленности и задымленности воздуха» (1954), низка посібників в галузі гігієнічних дисциплін, розділ «Аэрозоли» в Великій медичній енциклопедії. Посібник з методики санітарно-гігієнічних досліджень був рекомендований Наркомздравом УРСР для студентів вищих медичних навчальних закладів.
Нагороджений медаллю «За доблестный труд в Великой Отечественной войне 1941-1945 гг». Заслужений діяч науки Казахської РСР (1945).
Помер А. Й. Бурштейн у 1965 р. в Одесі.

## Наукові роботи
- Бурштейн А. И. Методика гигиенических исследований : крат. рук. / А. И. Бурштейн. – Одесса, 1916.
- Бурштейн А. И. Методы исследования аэрозолей / А. И. Бурштейн. – Київ : Медгиз УССР, 1934. – 227 с.
- Бурштейн А. Й. Методика найважливіших санітарно-гігієнічних досліджень / А. Й. Бурштейн. – Одеса : Держмедвидав, 1936. – 734 с.
- Бурштейн А. И. Методы санитарно-гигиенических исследований : практ. рук. / А. И. Бурштейн. – Киев : Госмедиздат УССР, 1950. – 528 с.
- Бурштейн А. И. Методы исследования запыленности и задымленности воздуха / А. И. Бурштейн. – Киев : Госмедиздат УССР, 1954. – 331 с.
- Бурштейн А. И. Методы исследования пищевых продуктов / А. И. Бурштейн. – Київ : Госмедиздат УССР, 1963. – 643 с.